# Home Cookin'
Home Cookin' — студійний альбом американського джазового органіста Джиммі Сміта, випущений у 1959 році лейблом Blue Note.

## Опис
Органіст Джиммі Сміт записав альбом з тріо музикантів з ударником Дональдом Бейлі, гітаристом Кенні Берреллом і тенор-саксофоністом Персі Франсом. Альбом включає кавер-версії блюзових і ритм-енд-блюзових пісень «See See Rider» Ма Рейні і «I Got a Woman» Рея Чарльза, а також власні композиції Сміта і Беррелла.
Записаний 15 липня 1958 (7), 24 травня (3) і 16 червня 1959 (1, 2, 4-6) року на студії Van Gelder Studio в Гекенсеку, Нью-Джерсі. Перевиданий на CD з 5-ма додатковими бонус-треками.

## Список композицій
1. «See See Rider» (Ма Рейні) — 6:32
2. «Sugar Hill» (Кенні Беррелл) — 5:19
3. «I Got a Woman» (Рей Чарльз) — 3:52
4. «Messin' Around» (Джиммі Сміт) — 5:54
5. «Gracie» (Джиммі Сміт) — 5:51
6. «Come On Baby» (Кенні Беррелл) — 6:48
7. «Motorin' Along» (Джиммі Сміт) — 5:05

## Учасники запису
- Джиммі Сміт — орган
- Персі Франс — тенор-саксофон (1, 4-6, 9)
- Кенні Беррелл — гітара
- Дональд Бейлі — ударні

Технічний персонал
- Альфред Лайон — продюсер
- Руді Ван Гелдер — інженер
- Айра Гітлер — текст
- Рід Майлс — дизайн
- Френсіс Вульфф — фотографія